# Arwa-Becken

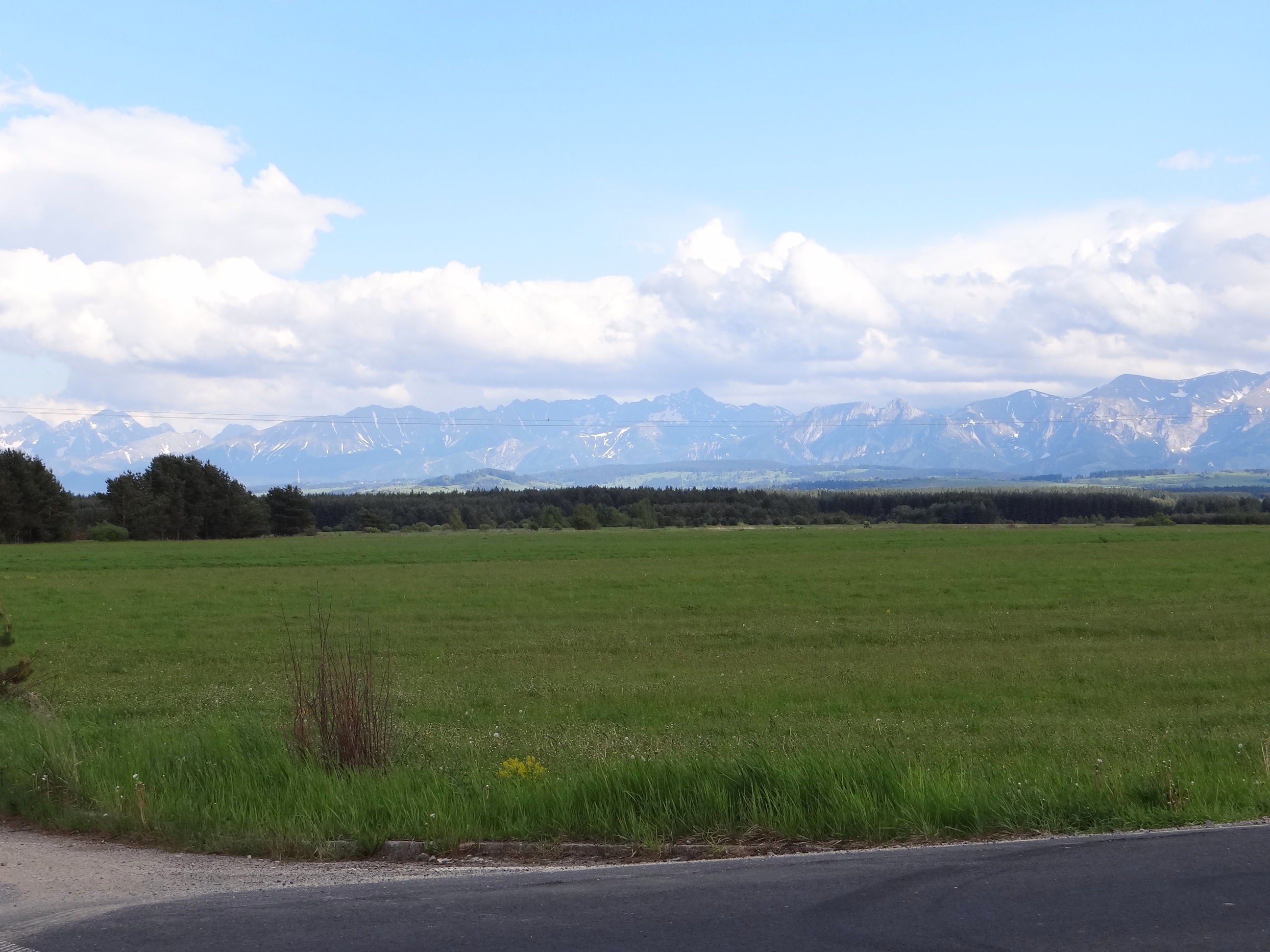
Chyżne im Becken mit Tatra im Hintergrund (Blick von Norden)

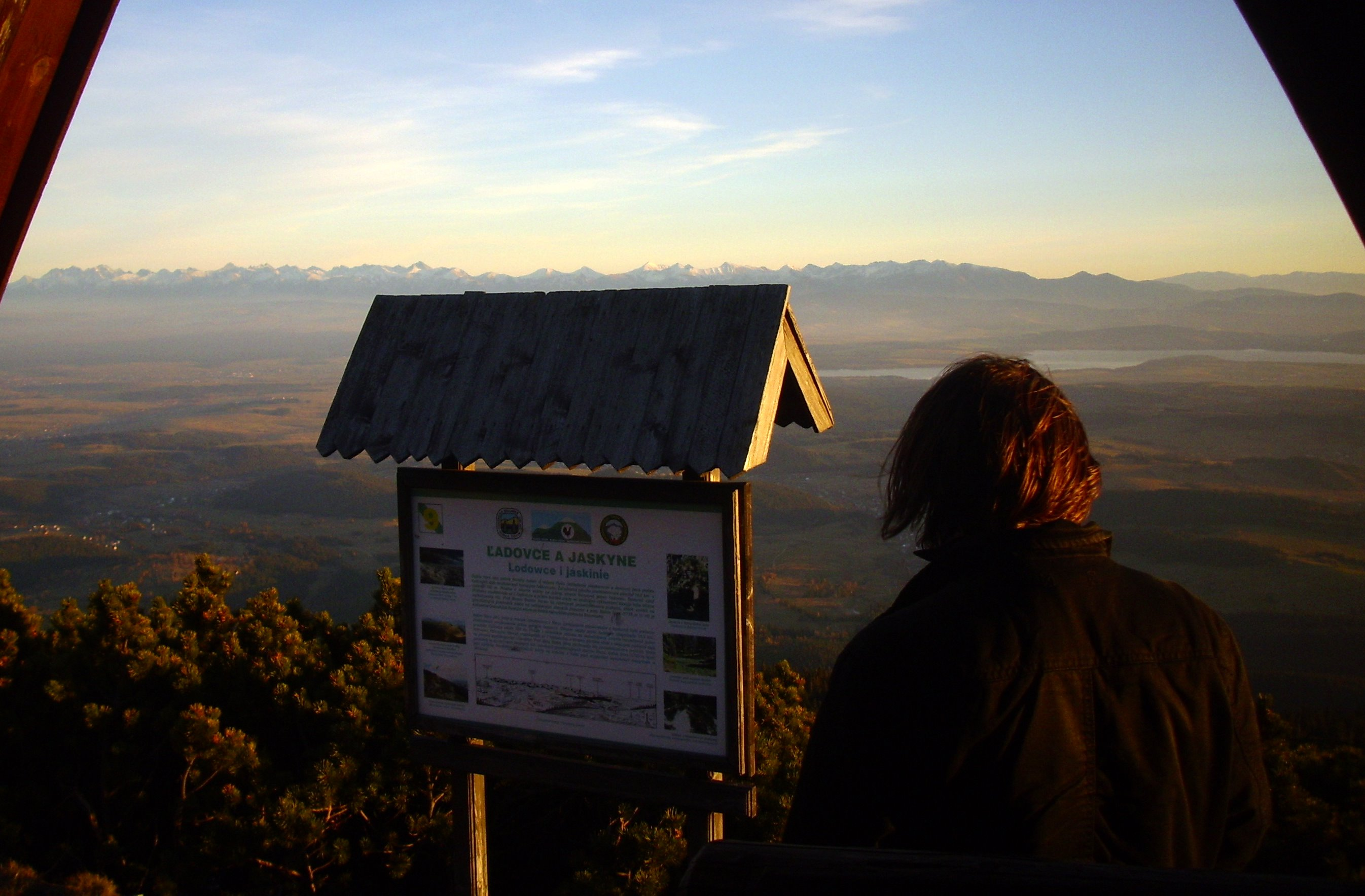
Arwa See im Becken, Blick von der Babia Góra

Das Arwa-Becken (polnisch Kotlina Orawska, slowakisch Oravská kotlina) in Polen und der Slowakei ist ein großer Talkessel in Kleinpolen und der Arwa. Der größte Teil liegt in der Slowakei.

## Geografie
Das Arwa-Becken ist Teil der Region Arwa und erstreckt sich am Fluss Orava (Stausee Arwa See) zwischen den Westbeskiden (Arwa-Podhale Beskiden beziehungsweise Saybuscher Beskiden und der Oravská Magura) im Norden und dem Vorgebirge der Tatra (Pogórze Spisko-Gubałowskie) im Süden. Im Osten schließt sich das Neumarkter Becken an, mit dem es zusammen das Arwa-Neumarkter Becken bildet. Im Westen befindet sich das Arwa Vorgebirge.
Das Arwa-Becken ist dicht besiedelt. Wichtige Orte im Becken sind: Chyżne, Tvrdošín, Trstená und Námestovo. Die fruchtbare und klimatisch günstig gelegene Region ist ansonsten landwirtschaftlich, insbesondere von der Viehzucht, geprägt.
Durch das Becken verläuft in Nord-Süd-Richtung die DK 7 (Europastraße 77), eine Teilstrecke der Verbindung Krakau-Budapest.
Die Volksgruppe, die das Becken bewohnt, sind die Arwa Goralen.

## Panorama

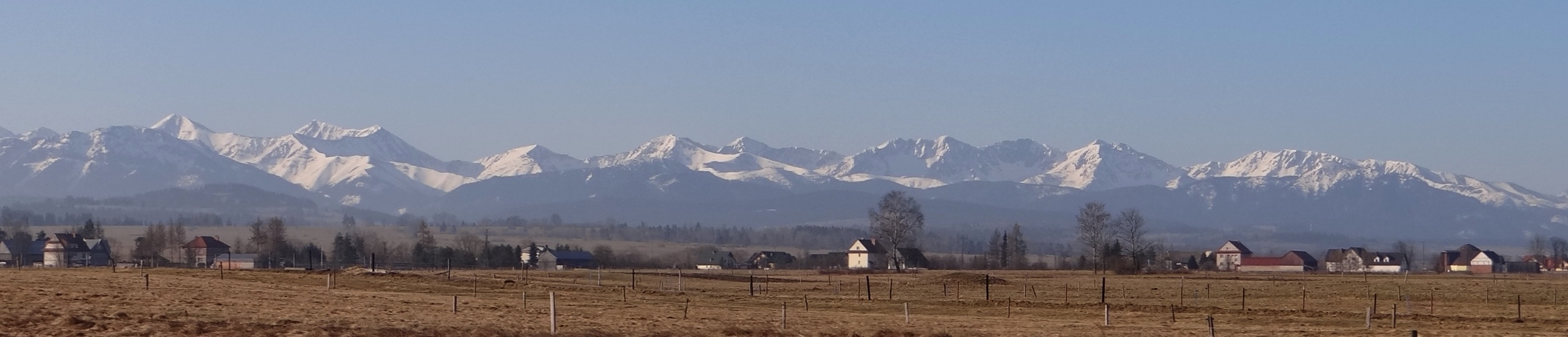
Panorama von Wróblówka (Blick von Nordosten)